# 披迪瓦·苏吉塔马库尔
披迪瓦·苏吉塔马库尔（1995年2月1日—），泰国足球运动员，司职中场。現效力於泰超球会武里南联，也代表泰国国家足球队。

## 荣誉

### 俱乐部
清萊聯
- 泰国甲级足球联赛冠军：2019
- 泰国足总杯冠军：2017、2018、2020–21
- 泰国联赛杯冠军：2018
- 泰国冠军杯冠军：2018、2020

BG巴吞联
- 泰国冠军杯冠军：2022
- 泰国联赛杯亚军：2022–23

### 国家队
泰国U-23
- 东南亚运动会金牌：2017
- 杜拜杯冠军：2017

泰国
- 东南亚足球锦标赛冠军：2020